# Copa Petrobras Montevideo 2010
Il Copa Petrobras Montevideo 2010 è un torneo professionistico di tennis maschile giocato sulla terra rossa, che faceva parte dell'ATP Challenger Tour 2010. Si è giocato a Montevideo in Uruguay dal 27 settembre al 3 ottobre 2010.

## Partecipanti

### Teste di serie
| Nazionalità | Giocatore         | Ranking* | Testa di serie |
| ----------- | ----------------- | -------- | -------------- |
| Uruguay     | Pablo Cuevas      | 70       | 1              |
| Argentina   | Brian Dabul       | 95       | 2              |
| Argentina   | Carlos Berlocq    | 98       | 3              |
| Portogallo  | Rui Machado       | 124      | 4              |
| Cile        | Nicolás Massú     | 128      | 5              |
| Spagna      | Santiago Ventura  | 139      | 6              |
| Argentina   | Federico Delbonis | 148      | 7              |
| Argentina   | Diego Junqueira   | 189      | 8              |

- Ranking al 20 settembre 2010.

### Altri partecipanti
Giocatori che hanno ricevuto una wild card:
- Ariel Behar
- Guilherme Clezar
- Martín Cuevas
- Agustín Velotti

Giocatori passati dalle qualificazioni:
- Rafael Camilo
- Guillermo Durán
- Jonathan Gonzalia
- Agustín Picco

## Campioni

### Singolare
Máximo González ha battuto in finale  Pablo Cuevas con il punteggio di 1–6, 6–3, 6–4.

### Doppio
Carlos Berlocq /  Brian Dabul hanno battuto in finale  Máximo González /  Sebastián Prieto con il punteggio di 7–5, 6–3.